# Parigi-Roubaix 1970
La Parigi-Roubaix 1970, sessantottesima edizione della corsa, fu disputata il 12 aprile 1970, per un percorso totale di 266 km. Fu vinta dal belga Eddy Merckx, giunto al traguardo con il tempo di 6h23'15" alla media di 41,653 km/h davanti ai connazionali Roger De Vlaeminck e Eric Leman.
Presero il via da Compiègne 155 ciclisti, 43 di essi tagliarono il traguardo a Roubaix.

## Ordine d'arrivo (Top 10)
| Pos. | Corridore           | Squadra    | Tempo   |
| ---- | ------------------- | ---------- | ------- |
| 1    | Eddy Merckx         | Faemino    | 6h23'15 |
| 2    | Roger De Vlaeminck  | Flandria   | a 5'21" |
| 3    | Eric Leman          | Flandria   | a 5'29" |
| 4    | André Dierickx      | Flandria   | s.t.    |
| 5    | Walter Godefroot    | Salvarani  | a 7'07" |
| 6    | Frans Verbeeck      | Geens      | s.t.    |
| 7    | Jan Janssen         | Bic        | s.t.    |
| 8    | Roger Rosiers       | Bic        | s.t.    |
| 9    | Gerben Karstens     | Peugeot-BP | a 8'05" |
| 10   | Jean-Pierre Monseré | Flandria   | s.t.    |